# Фомин, Николай Аркадьевич
Николай Аркадьевич Фомин (5 июня 1944, Таганрог, Ростовская область, РСФСР, СССР — 1 декабря 2014, Нарьян-Мар, Ненецкий автономный округ, Россия) — российский государственный деятель. Глава администрации Нарьян-Мара (1993—1997).

## Биография
Родился 5 июня 1944 года в городе Таганрог.
С 1961 по 1962 год - электросварщик на машиностроительном заводе "Красный молот" в городе Тихорецк, и на заводе "Ростсельмаш" в Ростове-на-Дону. В 1965-1968 гг. учился в Воронежском техникуме железнодорожного транспорта, затем до 1975 года работал механиком и начальником рефрежираторного поезда. С 1975 по 1976 гг.  - механик Нарьян-Марской нефтегазоразведочной экспедиции в посёлке Искателей. С 1976 по 1979 механик Нарьян-Марской вышкомонтажной конторы. С 1979 по 1991 гг. работал на различных должностях в геологических организациях Ненецкого АО, одновременно являясь депутатом поселкового совета в посёлке Искателей.
С декабря 1991 по январь 1993 - Глава администрации Искательского поселкового совета.
С января 1993 по февраль 1997 г. Глава администрации Нарьян-Мара.
Скончался 1 декабря 2014 года.